# یانوف (ناحیه برونتال)
یانوف (به چکی: Janov) یک منطقهٔ مسکونی در جمهوری چک است که در شهرستان برونتال واقع شده‌است. یانوف  ۳۶۹ نفر جمعیت دارد.